# Dierks Bentley
Dierks Bentley, född 20 november 1975 i Phoenix, Arizona, USA, är en amerikansk countryartist och låtskrivare. Han debuterade 2003 med singeln What Was I Thinkin på Capitol Records, vilken klättrade upp som etta på amerikanska Billboardlistan för countrymusik.

## Diskografi
Studioalbum
- 2000 – Don't Leave Me in Love
- 2003 – Dierks Bentley
- 2005 – Modern Day Drifter
- 2006 – Long Trip Alone
- 2009 – Feel That Fire
- 2010 – Up on the Ridge
- 2012 – Home
- 2013 – Riser

Samlingsalbum
- 2008 – Greatest Hits / Every Mile a Memory 2003–2008

Singlar (nummer 1 på Billboard Hot Country Songs)
- 2003 – "What Was I Thinkin' "
- 2005 – "Come a Little Closer"
- 2006 – "Settle for a Slowdown"
- 2006 – "Every Mile a Memory"
- 2007 – "Free and Easy (Down the Road I Go)"
- 2008 – "Feel That Fire"
- 2009 – "Sideways"
- 2011 – "Am I the Only One"
- 2011 – "Home"
- 2012 – "5-1-5-0"

## Utmärkelser
- 2004 – CMT Music Awards i klassen Breakthrough Video of the Year
- 2004 – Academy of Country Music - Top New Artist
- 2005 – Country Music Association Awards - Horizon Award
- 2009 – CMT Music Awards	 - CMT Performance of the Year (med låten Country Boy)